# Eupithecia abbreviata
Eupithecia abbreviata là một loài bướm đêm thuộc họ Geometridae.
Sải cánh dài 19–22 mm. Chiều dài cánh trước là 10–12 mm. Con trưởng thành bay vào tháng 4 và tháng 5 .
Ấu trùng ăn sồi và Crataegus monogyna.

## Hình ảnh

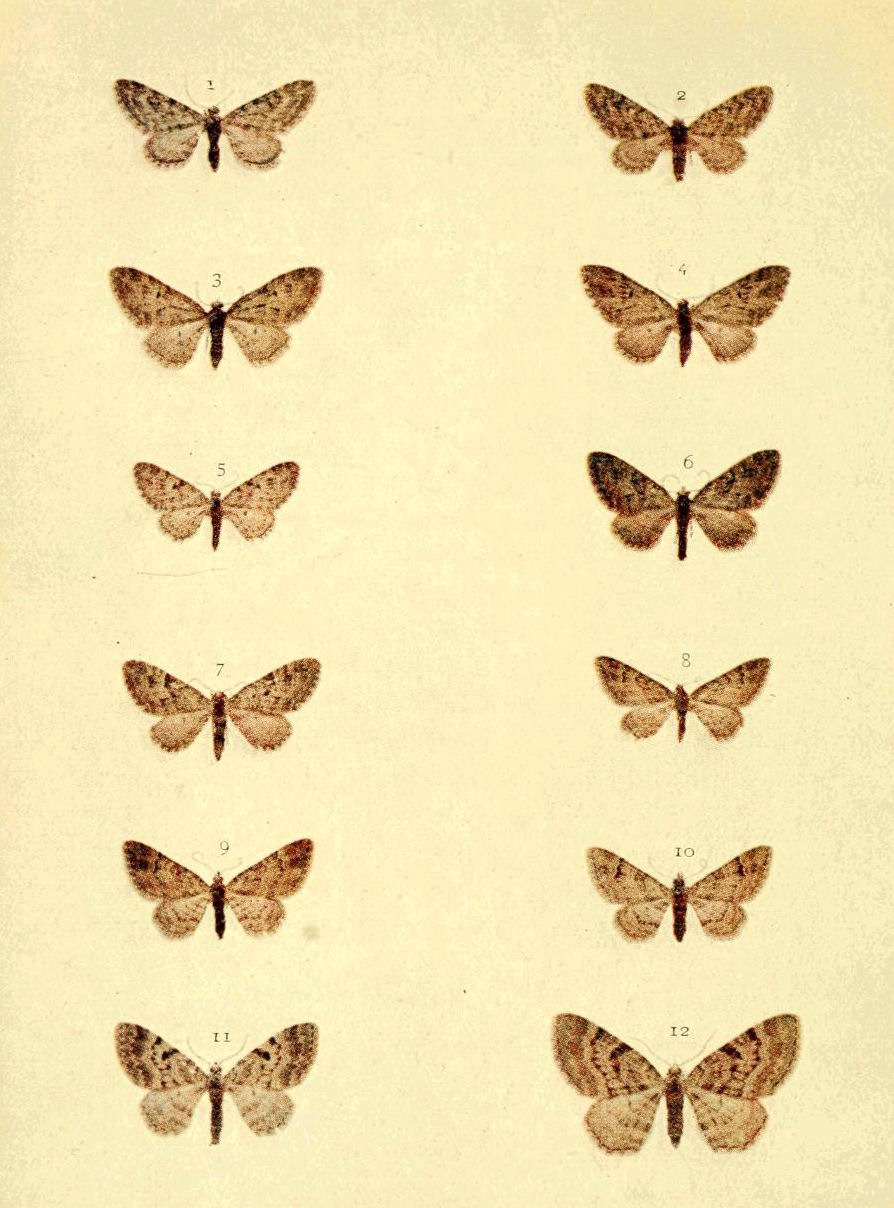